# Calliostoma kurodai
Calliostoma kurodai is een slakkensoort uit de familie van de Calliostomatidae. De wetenschappelijke naam van de soort is voor het eerst geldig gepubliceerd in 1975 door Azuma.